# Виркур
Вирку́р (фр. Virecourt) — коммуна во французском департаменте Мёрт и Мозель региона Лотарингия. Относится к  кантону Байон.

## География
Вирекур расположен в 28 км к юго-востоку от Нанси; к югу от центра кантона Байона. Соседние коммуны: Байон на севере, Эньевиль на северо-востоке, Фровиль и Виллакур на востоке, Мангонвиль на юго-западе, Ровиль-деван-Байон на западе.

## История
- Следы галлороманской культуры. Каменный алтарь этой эпохи, служивший купелью в церкви, сейчас находится в музее в Эпинале.

## Транспорт
- Местная железнодорожная линия TER «Лотарингия»: Нанси—Эпиналь.

## Демография
Население коммуны на 2010 год составляло 455 человек.
| 1962 | 1968 | 1975 | 1982 | 1990 | 1999 | 2010 |
| ---- | ---- | ---- | ---- | ---- | ---- | ---- |
| 309  | 285  | 280  | 393  | 400  | 454  | 455  |

## Достопримечателльности

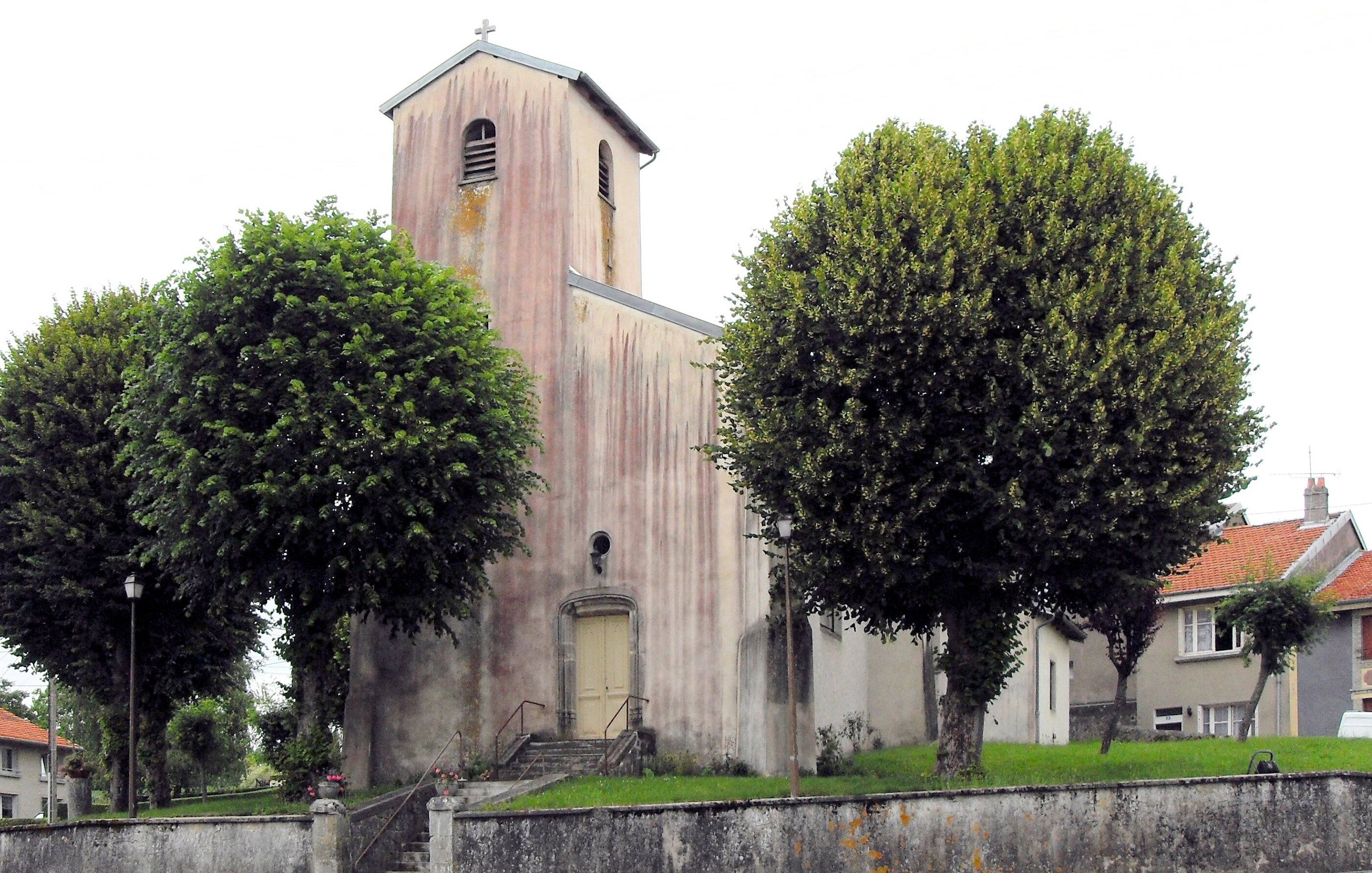
Церковь Вирекура, XIII век

- Церковь XIII века, неф XVI века, останки романской башни.
- Железнодорожный вокзал Байон.